# Milcho Angelov
Milcho Angelov (tiếng Bulgaria: Милчо Ангелов; sinh 2 tháng 1 năm 1995) là một cầu thủ bóng đá Bulgaria thi đấu ở vị trí tiền đạo cho Slavia Sofia.

## Sự nghiệp
Sinh ra ở Irechekovo, Yambol Province, Angelov gia nhập đội trẻ Chernomorets Burgas năm 2009.
Anh ra mắt ngày 23 tháng 11 năm 2012, lúc 17 tuổi, ghi 2 bàn trong chiến thắng 5–0 trước Spartak Pleven ở Cúp bóng đá Bulgaria. Ngày 16 tháng 1 năm 2013, Angelov ký hợp đồng chuyên nghiệp đầu tiên. Ngày 10 tháng 3 năm 2013, anh ra mắt tại A PFG, xuất phát trong trận đấu với CSKA Sofia.

## Thống kê
Tính đến  ngày 20 tháng 1 năm 2018
| Câu lạc bộ          | Mùa giải           | Hạng đấu           | Giải vô địch | Giải vô địch | Cúp     | Cúp       | Châu Âu | Châu Âu   | Tổng    | Tổng      |
| Câu lạc bộ          | Mùa giải           | Hạng đấu           | Số trận      | Bàn thắng    | Số trận | Bàn thắng | Số trận | Bàn thắng | Số trận | Bàn thắng |
| ------------------- | ------------------ | ------------------ | ------------ | ------------ | ------- | --------- | ------- | --------- | ------- | --------- |
| Chernomorets Burgas | 2012–13            | A Group            | 8            | 1            | 2       | 2         | –       | –         | 10      | 3         |
| Chernomorets Burgas | 2013–14            | A Group            | 23           | 5            | 6       | 7         | –       | –         | 29      | 12        |
| Litex Lovech        | 2014–15            | A Group            | 24           | 1            | 5       | 0         | 1       | 0         | 30      | 1         |
| Litex Lovech II     | 2015–16            | B Group            | 18           | 6            | –       | –         | –       | –         | 18      | 6         |
| Litex Lovech        | 2015–16            | A Group            | 5            | 0            | 3       | 0         | 2       | 0         | 10      | 0         |
| CSKA Sofia II       | 2016–17            | Second League      | 17           | 12           | –       | –         | –       | –         | 17      | 12        |
| CSKA Sofia          | 2016–17            | First League       | 10           | 4            | 1       | 0         | –       | –         | 10      | 4         |
| CSKA Sofia          | 2017–18            | First League       | 3            | 0            | 2       | 0         | –       | –         | 5       | 0         |
| Slavia Sofia        | 2017–18            | First League       | 0            | 0            | 0       | 0         | –       | –         | 0       | 0         |
| Thống kê sự nghiệp  | Thống kê sự nghiệp | Thống kê sự nghiệp | 108          | 29           | 19      | 9         | 3       | 0         | 129     | 38        |